# سفر التكوين للموسيقى (كتاب)
تم نشر كتاب سفر التكوين الموسيقي في عام 1949م من قبل ملحن النغمات الدقيقة هاري بارتش (1901م ـــ 1974م).

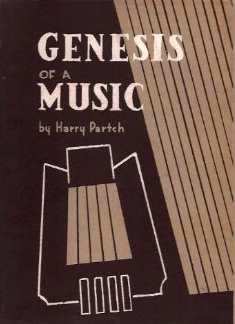
سفر تكوين الموسيقى

يقدم بارتش أولاً نقدًا ضد كل من نظام التقسيم المتعادل والتاريخ الطويل للركود في تدريس الموسيقى؛ ووفقًا لأليكس روس أن هذا الكتاب هو: «أكثر سرد تاريخي مذهل للموسيقى مكون من خمس وأربعين صفحة على الإطلاق». وعلى وجه الخصوص، يُحمِّل بارتش يوهان سيباستيان باخ المسؤولية في "الحركة نحو تناغم التقسيم المتعادل، مما يعني أن الملحنين لا يستطيعون استيعاب مقاييس التقاليد العالمية الأخرى؛ والرغبة في جعل الموسيقى أكثر فائدة وتجريدًا".
ثم يواصل شرح نظريته في الضبط الموسيقي بناءً على التنغيم فقط، وهي مجموعة من الآلات الموسيقية من اختراعه، مثل «بديل الكيثارا، وهي آلة موسيقية شبيهة بالهارب»، والقيثارة ذو موضع متحرك (بالانجليزية:movable frets) الذي استخدمه لتأليف بارستو، والعديد من أكبر مؤلفاته الموسيقية.
كان للكتاب تأثير كبير على الأجيال اللاحقة من المؤلفين الميكروتونيين، بما في ذلك لو هاريسون وبين جونستون وجيمس تيني. نُشرت طبعة ثانية منقحة وموسعة قبل وفاة بارتش في عام 1974.

## مفاهيم الكتاب
يقدم بارتش أربعة "مفاهيم أساسية لأحادية الصوت":
1. التوافق والتنافر: «تخبرنا الأذن أن النغمات التي تكون في نسبة صغيرة، على سبيل المثال في العلاقة من 2 إلى 1 هي علاقة حادة وواضحة وقوية ومتسقة».[8]
  - "كلما قل الرقم المتضمن في نسب [الفاصل الزمني]، كانت النسبة أكثر اتساقًا؛ وكلما زادت الأرقام، زاد التنافر"./[9]
2. "الهوية المزدوجة": «لكل نسبة من نظام المونوفوني -أحادي الصوت- على الأقل هوية مزدوجة.»[8]
  - يتم تحديد الهوية (وهي الحد في ضبط الموسيقي) العليا بواسطة مكون نسبة العدد الفردي للبسط، ويتم تحديد ضبط الحد السفلي بواسطة مكون الرقم الفردي للمقام. وبالتالي فإن النسبة تنتمي دائمًا إلى نغمتين وهما المقامية العلوية وفقًا ضبط الحد العلوي  ولمقامية السفلية وفقًا ضبط الحد السفلي.[9] ملاحظة: المقامية العلوية (Otonality) والمقامية السفلية (Utonality) هم مصطلحات قدمها هاري بارتش لوصف الأوتار التي تكون فئاتها الصوتية اما انسجاميه أو انسجاميه فرعية لنغمة ثابتة معينة.
3. الصغرى: "الدرجة النغمية الأقل من العدد ، أو درجة المقامية السفلية  (" الصغرى ") ، هي القوة الثابتة لنسبة الفاصل الزمني والتي بدورها تمثل قوة ثابتة في الأذن البشرية".[8]
  - أنظر إلى: المتتالية الحسابية.
4. التاريخ: يظهر تقدم الموسيقى في السلسلة انسجاميه عبر التاريخ[8]

## الطبعات
- سفر التكوين للموسيقى: مونوفونية (أحادية الصوت): علاقة موسيقاها بالاتجاهات التاريخية والمعاصرة؛ فلسفتها ومفاهيمها ومبادئها؛ وتطبيقه على الآلات الموسيقية، مطبعة جامعة ويسكونوسن، 362 صفحة،1949م.
- سفر التكوين للموسيقى: سرد لعمل إبداعي، جذوره وإنجازاته، الطبعة الثانية، مطبعة دا كابو، غلاف عادي، 544 صفحة، 1979م.